# Chorinsk
Chorinsk (ros. Хо́ринск, bur. Хори; 1727–1917 Nikolskoje, ros. Никольское; 1917–1926 Dudo-Aninskoje, ros. Додо-Анинское) – wieś w syberyjskiej części Rosji, w Buriacji. Siedziba rejonu chorińskiego i osiedla wiejskiego Chorinskoje. Położone nad Udą u ujścia Zergeleju, w oddaleniu 165 km na wschód od Ułan Ude; przy autostradzie nr P436, prowadzącej ze stolicy Buriacji do Czyty. Najbliższa stacja kolejowa znajduje się w, odległym o 130 km, Zaigrajewie. Liczba mieszkańców, w 2016 r., wynosiła 11 080 osób.

## Historia
Chorinsk powstał w wyniku połączenia dwóch wsi Dumy i Bazaru. Pierwsza z wymienionych była siedzibą Chumińskiej Stepowej Dumy oraz siedzibą taiszy. Druga z wymienionych była osadą targową, zamieszkałą głównie przez chłopów, rzemieślników i nieznaczną liczbę kupców. Najpóźniej po zniesieniu samorządu buriackiego (1727) miejscowość zaczęto nazywać osadą Nikolskiego, która połączona z Bazarem przyjęła oficjalną nazwę Nikolskoje. W 1917 wieś przemianowano na Dudo-Aninskoje.
Po utworzeniu rejonu chorińskiego (1923) ośrodek administracyjny nowej jednostki przeniesiono 4 lutego 1926 z tymczasowej siedziby w Kulsku do Dudo-Aniskojego, które przemianowano na Chorinsk. W owym okresie miejscowość obejmowała powierzchnię 352,5 ha, na której znajdowało się 261 zagród zamieszkałych przez 291 rodzin (850 osób), z czego 527 (62%) stanowili Rosjanie, 289 (33,9%) Buriaci, zaś pozostałe 3,9% osoby innych narodowości. 1 listopada 1928 uruchomiono połączenie autobusowe z Wierchnieudińskiem (Ułan-Ude). Wiosną 1941 oddano do użytku most nad Udą, skracając czas podróży do stolicy.
20 marca 1973 Chorinsk otrzymał status osiedla typu miejskiego. 15 listopada 1990 powrócił do statusu wsi.

## Demografia
W 2016 populacja miejscowości wyniosła 11 080 osób, z czego 5311 stanowili mężczyźni, a 5769 kobiety,
| 1926   | 1959   | 1959   | 1970   | 1970   | 1979   | 1979   | 1989   | 1989   | 2002   | 2002   | 2010   | 2010   | 2016   | 2016   |
| Liczba | Liczba | Zmiana | Liczba | Zmiana | Liczba | Zmiana | Liczba | Zmiana | Liczba | Zmiana | Liczba | Zmiana | Liczba | Zmiana |
| ------ | ------ | ------ | ------ | ------ | ------ | ------ | ------ | ------ | ------ | ------ | ------ | ------ | ------ | ------ |
| 850    | 3 450  | 2 600  | 6 510  | 3 060  | 7 255  | 745    | 8 661  | 1 406  | 8 080  | 581    | 8 138  | 58     | 11 080 | 2 942  |

## Edukacja i kultura
We wsi znajdują się cztery szkoły podstawowe z przedszkolami oraz dwie szkoły średnie ogólnokształcące. W miejscowości mają swoje siedziby również Szkoła Artystyczna oraz Młodzieżowy Ośrodek Kultury. W Chorinsku działa również przyzakładowa szkoła wieczorowa oraz filia Buriackiego Technikum Przemysłowego.
W Chorinsku znajduje się Buriacka Biblioteka Centralna, która jest jedną z pierwszych książnic w regionie. W 1918 z inicjatywy miejscowego nauczyciela utworzono we wsi czytelnię ludową, która z czasem rozbudowana została do biblioteki okręgowej. W 1868 utworzono w niej ośrodek kształcenia techników rolnictwa i hodowli. W 1973 została mianowana biblioteką główną Buriacji. W 2005 otrzymała imię Damby Żalsarajewa. Biblioteka stała się ważnym ośrodkiem życia kulturalnego, wystawiennictwa i promocji czytelnictwa. Jest ona drugą co do wielkości książnicą Syberii Wschodniej.
Chorinsk jest siedzibą lokalnej redakcji buriackiej gazety "Удинская новь" (Udinskaja Now).

## Religia
W Chorinsku znajduje się cerkiew św. Mikołaja, będąca siedzibą parafii prawosławnej. Wchodzi ona w skład eparchii siewierobajkalskiej w metropolii buriackiej Rosyjskiej Cerkwi Prawosławnej.